# Shigeru Toyama
Shigeru Toyama –en japonés, 藤山 茂, Toyama Shigeru– (3 de diciembre de 1970) es un deportista japonés que compitió en judo. Ganó una medalla de plata en los Juegos Asiáticos de 1994, y una medalla de oro en el Campeonato Asiático de Judo de 1993.

## Palmarés internacional
| Juegos Asiáticos    | Juegos Asiáticos  | Juegos Asiáticos | Juegos Asiáticos |
| Año                 | Lugar             | Medalla          | Categoría        |
| ------------------- | ----------------- | ---------------- | ---------------- |
| 1994                | Hiroshima (Japón) | Medalla de plata | –71 kg           |
| Campeonato Asiático |                   |                  |                  |
| Año                 | Lugar             | Medalla          | Categoría        |
| 1993                | Macao (Portugal)  | Medalla de oro   | –71 kg           |